# فلزیاب فرکانسی ترکیبی
فلزیاب فرکانسی ترکیبی از دسته فلزیاب یا رادار زمینی دستی با قدرت تشخیص و تفکیک بازتاب فرکانس فلزات یا فرکانس طلا می‌باشد و برای داشتن چنین توانایی باید دارای تنظیمات تفکیک با عدد(VDI) و ابعاد هدف (IND SIZE) باشد؛ البته به شرط آنکه آن فلزیاب ترکیبی از نوع فلزیاب فرکانس القایی یا فلزیاب جذبی با این نوع تنظیمات ذکر گردیده باشد.

## فلزیاب ترکیبی
فلزیاب ترکیبی آن فلزیاب، رادار زمینی دستی یا معدن‌یاب است که فلزیاب تصویری آنتنی کویلی یا فلزیاب آنتنی تصویری سنسوری در یک مدار فلزیاب فوق پیشرفته طراحی گردیده باشد.

## ساخت فلزیاب
ساخت فلزیاب از نوع فلزیاب ولتاژ القائی یا فلزیاب مغناطیسی مانند فلزیاب پالسی، فلزیاب وی ال اف (VLF)، فلزیاب بی اف او (BFO) یا فلزیاب تی آر (TR) و … یا هر نوع دستگاه مغناطیس سنج مثل دستگاه مگنت، تسلا، مگنومتر، یون‌یاب یا سیگنال ژنراتور به شکل فلزیاب ترکیبی در ایران به انجام می‌رسد که فلزیاب ترکیبی اصل، فلزیاب ترکیبی واقعی، رادار زمینی دستی یا معدن‌یاب با قدرت تفکیک با عدد (VDI) با توان تفکیک فرکانس طلا یا فرکانس انواع فلزات نمی‌باشد.

## فلزیاب ترکیبی فرکانسی
فلزیاب ترکیبی فرکانسی، رادار زمینی دستی یا معدن‌یاب نمی‌تواند یک فلزیاب از نوع فلزیاب ولتاژ القائی یا فلزیاب مغناطیسی مانند فلزیاب پالسی، فلزیاب وی ال اف (VLF)، فلزیاب بی اف او (BFO) یا فلزیاب تی آر (TR) و … یا هر نوع دستگاه مغناطیس سنج مثل دستگاه مگنت، تسلا، مگنومتر، یون‌یاب یا سیگنال ژنراتور باشد.

## ویژگی فلزیاب ترکیبی فرکانسی
ویژگی فلزیاب ترکیبی فرکانسی، فلزیاب ترکیبی جذبی، رادار زمینی دستی یا معدن‌یاب باید دارای مدار طبق اصول تشخیص فرکانس باشد و نحوه طراحی این نوع فلزیاب باید طبق اصول رادار باشد و بنابر اصول فرکانس در رادار عمل نماید.
اگر یک فلزیاب آنتنی با فلزیاب مغناطیسی، فلزیاب ولتاژ القایی یا هر کدام دسته از این فلزیاب‌ها یا دستگاه‌ها در یک جعبه کنترل باشد و به عنوان فلزیاب ترکیبی فرکانسی، رادار زمینی دستی یا معدن‌یاب ارائه گردد ذاتاً دارای توانایی تشخیص نوع فرکانس طلا یا انواع فلزات نمی‌باشد.

## فلزیاب ترکیبی
فلزیاب ترکیبی، فلزیاب فرکانس القایی، فلزیاب جذبی، رادار زمینی دستی یا معدن‌یاب که دارای تنظیمات تفکیک و تشخیص ادیت (EDIT) یا (VDI DISC) و سطح و حجم ترشهولد (THRESHOLD) یا تارگت ایکس (TARGET X) می‌باشد را می‌توان یک سیستم فلزیاب فرکانسی ترکیبی نام برد.